# إليسا لونكون
إليسا لونكون (من مواليد 23 يناير 1963) هي لغوية من تشيلي وناشط في مجال حقوق السكان الأصليين وسياسية من أصل مابوتشي. في عام 2021 تم انتخاب لونكون كأحد ممثلي شعب المابوتشي في المؤتمر الدستوري التشيلي. بعد افتتاح الهيئة تم انتخاب لونكون رئيسًا للمؤتمر الدستوري.

## السيرة الذاتية والتعليم
ولدت إليسا لونكون في ليفلوان، وهي مجتمع مابوتشي بالقرب من ترايغن، في إقليم أروكانيا.
درست اللغة الإنجليزية في جامعة لا فرونتيرا. لديها دراسات عليا في المعهد الدولي للدراسات الاجتماعية في لاهاي وأوام إستيبالبا في مكسيكو سيتي. حاصلة على الدكتوراة من جامعة ليدن ودكتوراه في الآداب من الجامعة البابوية الكاثوليكية في شيلي.
هي أستاذة متفرغة في جامعة سانتياغو، تركز على البحث في تدريس مابودونغون (لغة المابوتشي) واستمرارها في السياق المعاصر. وقد ألفت العديد من الكتب والمنشورات، خاصة حول الابتكار والتوسع في الموارد المعجمية للغة المابوتشي.

## النشاط والمشاركة السياسية
كانت جزءًا من منظمة أد مابو الثقافية ومجلس جميع الأراضي باللغة الإسبانية. كجزء من المجلس شاركت في تصميم علم مابوتشي.
في عام 2021 كانت مرشحة للمؤتمر الدستوري التشيلي، ممثلاً لسكان المابوتشي في مناطق كوكيمبو وفالبارايسو وسانتياغو وأوهيجينز ومولي. حصلت على عدد كبير من الأصوات، لتصبح واحدة من أعضاء الاتفاقية. في 4 يوليو 2021 بعد افتتاح المؤتمر تم انتخابها رئيسة له. حصلت على 96 صوتًا في الجولة الثانية، معظمها من ائتلافات اليسار.